# Konstantin Borissowitsch Kudrjawzew
Konstantin Borissowitsch Kudrjawzew (russisch Константин Борисович Кудрявцев; englisch Konstantin Borisovich Kudryavtsev; Pseudonym Konstantin Sokolow; * 28. April 1980 in der Russischen SFSR) ist ein russischer mutmaßlicher FSB-Offizier, Militärchemiker und ehemaliger Angestellter der Militärakademie für ABC-Schutz. Er war mutmaßlich am Giftanschlag auf Alexei Nawalny beteiligt.

## Biografie
Medienberichten zufolge diente er zuvor in einer Militäreinheit in Schichany, wo sowjetische chemische Waffen hergestellt wurden. Er war ein ehemaliger Angestellter der Militärakademie für ABC-Schutz. Im Dezember 2020 arbeitete er vermutlich für den FSB am Institut für Forensik. Wahrscheinlich ist er kein Mitarbeiter, sondern ein Techniker, der zur Durchführung der Operation hinzugezogen wurde.

## Vergiftung von Nawalny
Alexei Nawalny führte am 14. Dezember 2020 ein Telefongespräch, in dem er sich ihm als persönlicher Mitarbeiter des Sekretärs des Sicherheitsrates der Russischen Föderation Nikolai Patruschew vorstellte.
Das Gespräch fand am 14. Dezember 2020 am frühen Morgen um 07:00 Uhr Moskauer Zeit statt, bevor die Hauptuntersuchung zur Vergiftung von Nawalny im Rahmen einer umfassenderen Operation veröffentlicht wurde, die von Nawalnys Gruppe geplant wurde, um mit anderen mutmaßlichen Teilnehmern der Vergiftung zu interagieren.
„Wir haben das einfachste Programm gewählt, das von Telefonprankstern verwendet wird, um die Nummer, von der ich anrufe, zu verbergen und stattdessen durch die Nummer zu ersetzen, die wir benötigen“, sagte Nawalny. Er fügte hinzu, dass er mehrere mutmaßliche FSB-Beamte angerufen habe, die in der Untersuchung erwähnt wurden, aber in den meisten Fällen hätten die Gesprächspartner das Gespräch nicht fortgesetzt. Nur Kudrjawzew beantwortete die Fragen.
In dem Video wird deutlich, dass der mutmaßliche FSB-Offizier Kudrjawzew als Komplize in der Spezialoperation des FSB zur Beseitigung von Spuren von Nawalnys Vergiftung mitwirkte.
Nach Angaben der BBC fiel Kudrjawzew auf den Köder herein und erzählte die Einzelheiten der Operation, da er selbst eher ein an der Operation beteiligter Techniker und kein Agent sei. Darüber hinaus wirkte der Überraschungsfaktor, die Unkenntnis, dass die Operation freigegeben wurde, ein Hinweis auf die Autorität der obersten Führung und ein Anruf von einer Nummer, die die Telefonzentrale der Sonderdienste imitierte. Er konnte jedoch über die Aufgabe sprechen, die er erledigte – über die Behandlung von Nawalnys vergifteter Unterhose und anderen Kleidungsstücken, die ihm im Krankenhaus abgenommen worden waren, und bürgte dafür, dass sie in gutem Zustand waren, nach zweimaligem Waschen sauber, besonders gründlich im Bereich des Eingriffs der Unterhose, wo anscheinend Gift zugefügt wurde. Danach wurden die Kleider an die Transportpolizei zurückgegeben.
Kudrjawzew bestätigte auch, dass der Zweck der Operation der Mord an Nawalny war, der seiner Meinung nach durch die schnelle Landung des Flugzeugs durch die Besatzung und den Betrieb eines Krankenwagens in Omsk direkt gemäß den Anweisungen verhindert wurde. Am selben Tag wurde ein Video darüber auf Nawalnys eigenem Kanal veröffentlicht, und die Vollversion des Gesprächs wurde auf dem Nawalny LIVE-Kanal veröffentlicht.
Sie wurde eine Woche nach dem Aufnahmedatum (21. Dezember 2020) in einem Video auf YouTube veröffentlicht und erreichte in ihrer gekürzten Version am 21. Januar mehr als 24 Millionen Aufrufe.
2022 galt Kudrjawzew als „verschwunden“.

## Andere Verstrickungen
Nach Recherchen von Der Spiegel, Bellingcat und The Insider war Kudrjawzew am 13. Juli 2014 nach Naltschik gereist. Iwan Ossipow und Alexei Alexandrow, die laut Recherchen ebenfalls in den Giftanschlag auf Alexei Nawalny involviert gewesen waren, flogen am 22. Juli und 29. Juli 2014 in die Region, wo am 31. Juli 2014 der regierungskritische Journalist Timur Kuashev zu Tode kam. Dieser war in den Monaten vor seinem Tod mehrfach durch den FSB befragt und einmal festgenommen worden. In den Tagen nach dem Auffinden seines Leichnams flogen Ossipow und Alexandrow nach Moskau zurück.
Als der Menschenrechtler Ruslan Magomedragimow, der sich für die Rechte der Lesgier einsetzte, am 24. März 2015 in Kaspiysk starb, waren auch Kudrjawzew und Ossipow in dieser Gegend. Sie flogen mehrfach Monate vor dem Tod in die Region. Vier Tage vor Magomedragimow kam Ossipow nach Dagestan und reiste zwei Tage nach dessen plötzlichem Ableben wieder zurück.